# Morochata

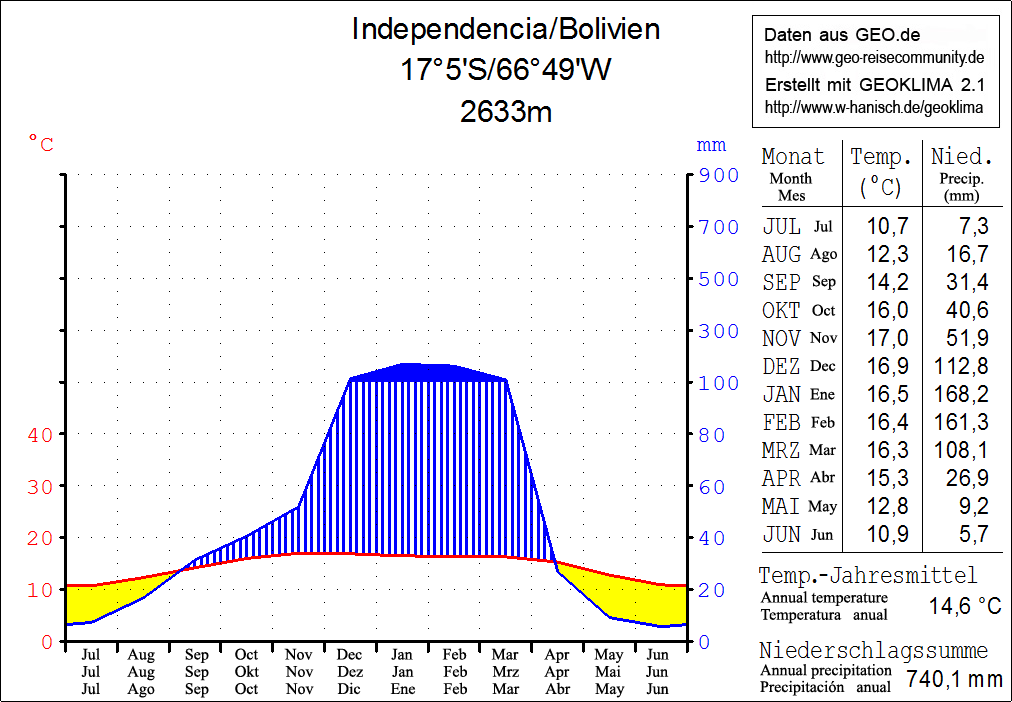
diagramme températures/précipitations annuel

Morochata est une localité du département de Cochabamba en Bolivie, située dans la Province d'Ayopaya et la municipalité de Morochata. Sa population était estimée à 674 habitants en 2010.

## Localisation
Morochata est la principale localité du canton Morochata et le siège administratif de la municipalité de Morochata dans la province d'Ayopaya. Situé à une altitude de 2 991 m sur un affluent du Río Morochata, qui s'écoule vers le Rio Cotacajes, l'une des sources du Rio Beni.

## Population
La population a évolué entre 1992 et 2010 comme suit :
- 1992 : 491 habitants (recensement)[2]
- 2001 : 504 habitants (recensement)[3]
- 2010 : 674 habitants (estimation)[1]